# JA共済埼玉ビル
JA共済埼玉ビル（ジェイエイきょうさいさいたまビル）は、さいたま市大宮区土手町一丁目にある高層ビルである。

## 建築
大宮駅から500mほど北に位置する旧中山道（埼玉県道164号鴻巣桶川さいたま線）沿いに、1974年に埼共連ビルの名称で竣工した。設計は富家宏泰による。1970年の建築基準法改正で高さ制限が撤廃されたことにより、50mを越す建物が可能となった。JA共済連埼玉や、貸しオフィスとしてゼンリン大宮営業所、川島織物セルコンさいたまショールームなどが入居し、地下1階と地上3階には貸会議室が設けられている。以前はテルモ埼玉支店も入居していた（現在はさいたま新都心に移転）。正面には、1996年にJA共済40周年記念としてカリヨン時計「豊穣の鐘」が設置された。塔屋には、「JA共済」の文字の白色のネオンサインが灯る。

## 交通
- 東武野田線北大宮駅から徒歩6分。
- ニューシャトル鉄道博物館駅から徒歩10分。
- JR大宮駅から徒歩12分[2]。